# 瓦伊诺·韦利亚斯

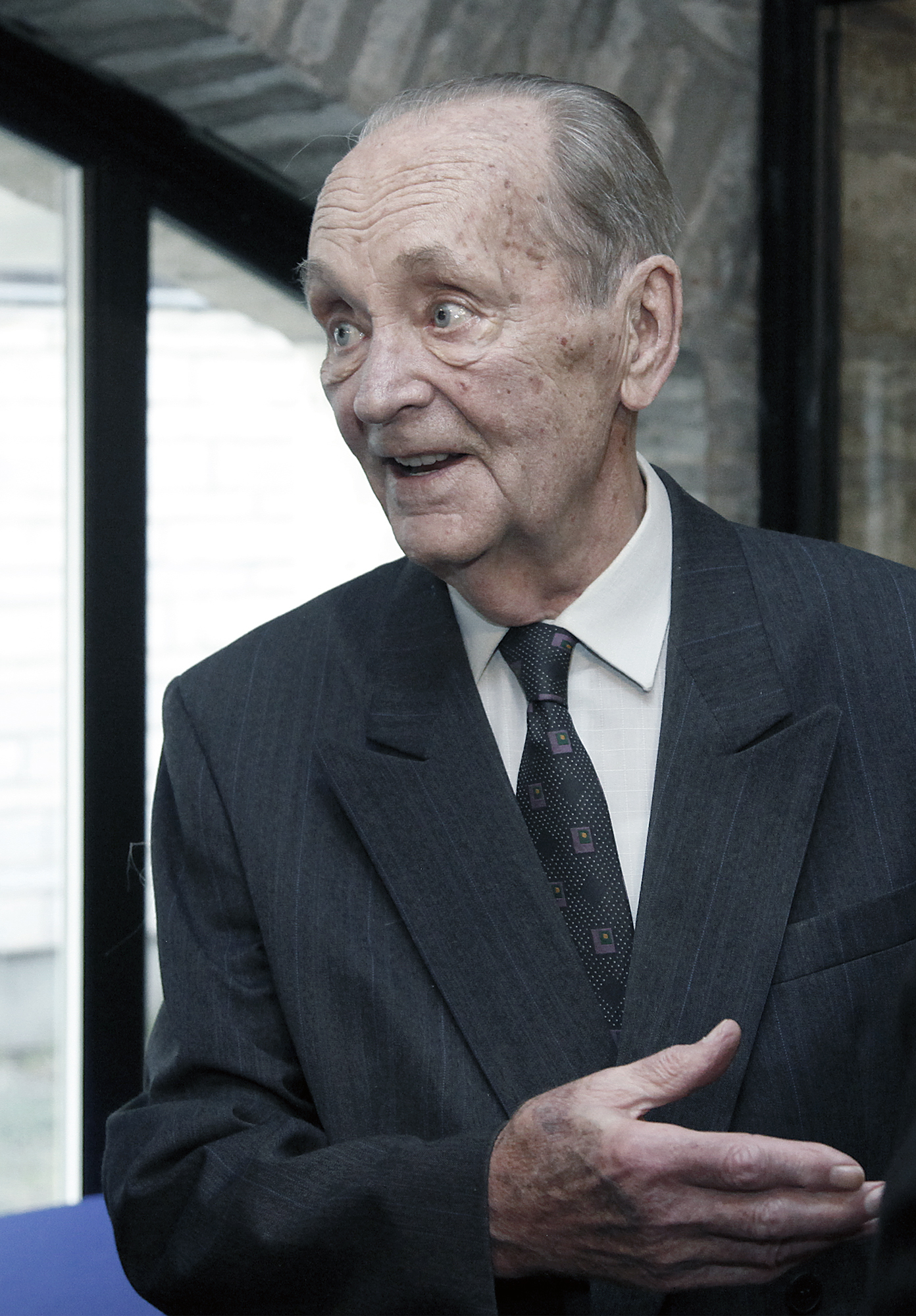
2013年的瓦伊诺·韦利亚斯

瓦伊诺·瓦利亚斯（1931年3月28日—2024年1月16日）是苏联和爱沙尼亚的一位外交官和政治家。1988年—1991年，任爱沙尼亚共产党第一书记。爱沙尼亚独立后，于1992年—1995年任爱沙尼亚民主劳动党主席。